# تاملر
تملر در سال ۱۹۱۷ توسط هرمن تملر در دتمولد تأسیس شد. گروه تملر یک شرکت داروسازی آلمانی است که بر تولید، فروش و تولید قراردادی محصولات دارویی تمرکز دارد. در سال ۲۰۱۲، گروه تاملر توسط گروه انوا تصاحب شد و با هفت سایت تولیدی خود یکی از بزرگ‌ترین تولیدکنندگان قراردادهای دارویی اروپایی است.

## تاریخچه

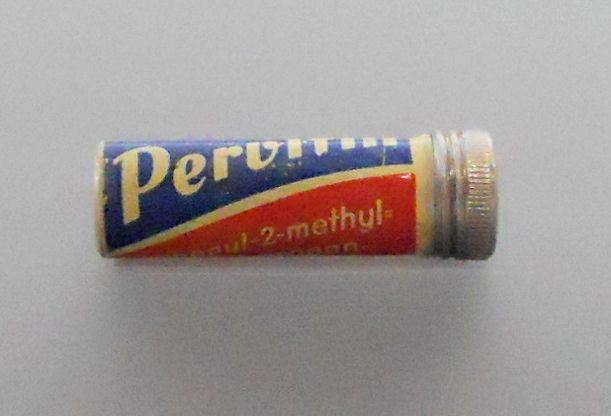
تملر پرویتین، ظرف قرص؛ نام تجاری مت آمفتامین مورد استفاده سربازان آلمانی در طول جنگ جهانی دوم.

تملر کار میکنه در سال ۱۹۱۷ توسط هرمن تملر در دتمولد تأسیس شد. در سال ۱۹۱۹ با کارخانه‌های شیمیایی متحد در دتمولد ادغام شد و شرکت داروسازی کارخانه‌های شیمیایی متحد اچ. تملررا تشکیل داد. در سال ۱۹۲۵ دفتر مرکزی آن به برلین منتقل شد. آماده‌سازی برای درمان و کاهش بیماری‌های تنفسی مشخصه تملر فارما شد.

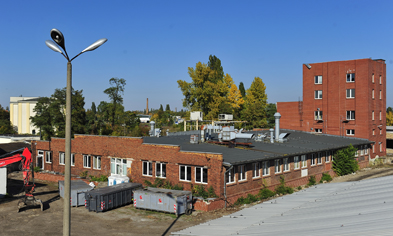
کارخانه تملر در برلین-ژوهانیستال، ساختمان تولید (۲۰۱۵)

از سال ۱۹۳۳، این شرکت با امکانات تولیدی گسترده، فعالیت‌های تجاری خود را منحصراً در اطراف منطقه برلین متمرکز کرد. در سال ۱۹۳۸، یک شیمیدان تملردر برلین پرویتین (متامفتامین-هیدروکلراید) را سنتز کرد، این داروی دارویی سپس تولید و بدون نسخه در دسترس عموم قرار گرفت و به عنوان یک محرک سیستم عصبی مرکزی و سیستم گردش خون، تقویت کننده عملکرد روان‌پزشکی و تحریک کننده و تحریک کننده افزایش بیداری برای درمان نارکولپسی پرویتین در قالب ۳۰ قرص خوراکی و در شش فرم آمپول شیشه ای ۱ سانتی‌متری به صورت تزریقی عضلانی یا داخل وریدی در دسترس و بسته‌بندی شد. این شرکت به‌ویژه برای معرفی برند پرویتین، که این شرکت از سال ۱۹۳۸ تا ۱۹۸۸ تولید می‌کرد، شناخته شد.
طبق مقاله اشپیگل در سال ۲۰۰۵، آلمان نازی بر این باور بود که پرویتین همچنین می‌تواند به پیروزی در جنگ جهانی دوم کمک کند، بنابراین بیش از ۳۸ میلیون قرص پرویتین به نیروهای مسلح آلمان، به ویژه در طول تهاجم آلمان به لهستان و نبرد «بلیتزکریگ» به لهستان عرضه شد. فرانسه در سالهای ۱۹۳۹/۴۰ که برای کاهش اضطراب و افزایش عملکرد و تمرکز به سربازان معرفی شد.
در سال ۱۹۴۵ تأسیسات در برلین شرقی اشغال و جدا شد. این شرکت باید به‌طور کامل در هامبورگ مونتاژ می‌شد.
در سال ۱۹۶۰ کل شرکت از هامبورگ به ماربورگ منتقل شد. دولت ایالتی هسین به این مجموعه که مساحتی حدود ۴۰۰۰۰ متر مربع از امکانات تولیدی و اداری دارد، جایزه ای برای طراحی عملکردی و معماری اعطا کرد.
در سال ۱۹۶۷ امکانات تولید و ذخیره‌سازی توسعه یافت.
در سال ۱۹۷۱ یک ساختمان آزمایشگاهی جدید برای ساخت اشکال دارویی و مواد فعال برای انتشار کنترل شده ساخته شد. برای مثال، تولید محصولات دارویی به شکل گلوله‌های عقب‌افتاده که مواد فعال خود را در مواقع لزوم و در مدت زمان طولانی‌تری آزاد می‌کنند، ممکن شد.
در سال ۱۹۸۲، این آماده‌سازی‌های عقب‌افتاده، آغاز تولید قراردادی، در ابتدا فقط برای شرکت‌های خارجی بود.
از سال ۱۹۸۹، تولید همچنین شامل تمام اشکال دوز دارویی جامد برای مشتریان در داخل و خارج از کشور بود.
در سال ۱۹۹۰ داروسازی تملر بخشی از گروه آستا مدیکا شد. علاوه بر محصولات دارویی برای گوارش و میگرن/درد، پالمولوژی نقطه کانونی برنامه آماده‌سازی است.
در سال ۱۹۹۸داروسازی تملر بیش از ۱۷ محصول تأسیس شده را تصاحب کرد، بنابراین دامنه محصولات خود را گسترش داد تا شامل آماده‌سازی‌های دارویی برای درمان اختلالات سیستم عصبی مرکزی شود.
از سال ۱۹۹۹، داروسازی تملر بار دیگر در دستان خصوصی است.
در سال ۲۰۰۴ ساختمان آزمایشگاه با افزودن دو طبقه اضافی به ۲۵۰۰ متر مربع گسترش یافت و بدین ترتیب پایه و اساس رشد بیشتر در زمینه توسعه داروسازی و خدمات تولید قراردادی ایجاد شد.
مجتمعی متشکل از ۱۳۸۰ متر مربع امکانات تولید مسکن برای مطابقت با استانداردهای جی ام پی و سازمان غذا و دارو در سال ۲۰۰۵ ساخته شد. اشکال دارویی جامد، مانند قرص‌ها و کپسول‌ها، و به ویژه فرمولاسیون‌های عقب افتاده، در این سایت تولید می‌شوند.
۲۰۰۷ خرید سه سایت تولید اروپایی (آلمان، ایرلند، ایتالیا) از شرکت داروسازی ژاپنی آستلاس در ۱ ژانویه منجر به تشکیل گروه تملر شد که به‌طور قابل توجهی ظرفیت‌های تولید و امکانات فناوری را گسترش داد.
گروه تملردو سایت تولید دیگر در فلدکیرشن و بروکموئل را به دست می‌آورد.
۲۰۰۸ با خرید گروه شرکت سوئیسی مستقر در سیسلن سوئیس، گروه تملر صلاحیت خود را در پردازش مواد فعال حساس به رطوبت توسعه داد. تولید قرص‌های جوشان کار اصلی شرکت سوئیس است.
امروزه تملر یکی از تولیدکنندگان قراردادی پیشرو در صنعت داروسازی است.
۲۰۱۲ تأسیسات تولید تملر توسط انواو محصولات نورولوژی تملر با زیرساخت تجاری و خط لوله خریداری شده توسط داروسازی بزرگلوپین محدود خریداری شد.